# Erich Bochinger
Erich Bochinger (* 19. Oktober 1928 in Dornstetten; † 21. November 2016 in Reutlingen) war ein deutscher evangelischer Theologe und Religionspädagoge.

## Leben und Wirken
Nach dem Schulbesuch in Ludwigsburg (1935–1946), unterbrochen durch den Einsatz als Luftwaffenhelfer im Zweiten Weltkrieg von 1944 bis 1945, studierte Erich Bochinger seit dem Wintersemester 1947/48 evangelische Theologie an der Eberhard Karls Universität Tübingen, ein Semester verbrachte er an der Georg-August-Universität Göttingen. Die erste theologische Dienstprüfung legte er 1951 ab. Nach dem Vikariat für den württembergischen Pfarrdienst in Klosterreichenbach, Schmiden, Höfingen (Kreis Leonberg) und Wildbad erfolgte die zweite theologische Dienstprüfung 1954. Im selben Jahr wurde er wissenschaftlicher Assistent an der Evangelisch-theologischen Fakultät der Universität Tübingen (Predigeranstalt). 1958 promovierte er zum Dr. theol. („Die Anschaulichkeit des Religionsunterrichts als pädagogisches und theologisches Problem“) und wurde theologischer Dozent an der Pädagogischen Hochschule Schwäbisch Gmünd. Im Jahre 1965 wurde er als Professor für Religionspädagogik an die Pädagogische Hochschule Ludwigsburg berufen und 1987 emeritiert, als die PH von der baden-württembergischen Landesregierung aufgelöst wurde. Bochinger starb am 21. November 2016 in Reutlingen.
Bochinger trat durch zahlreiche Veröffentlichungen im Bereich der Religionspädagogik und des evangelischen Religionsunterrichts hervor. Bekannt wurde er auch durch viele Vorträge und Bibelarbeiten in Kirchengemeinden. Er gehört zu den Mitbegründern der 1973 entstandenen Freien Evangelischen Schule Reutlingen.
Sein Grab befindet sich auf dem Friedhof Unter den Linden in Reutlingen. 

## Schriften (Auswahl)
- Anschaulicher Religionsunterricht, Calwer Verlag, Stuttgart 1964 (Arbeiten zur Pädagogik, Band 3) (zweite Auflage 1967).
- Neutestamentliche Wundergeschichten. Anfechtung oder Glaubenshilfe? In: Helmut Harsch (Hrsg.): Seelsorge als Lebenshilfe. Studien zu Fragen der praktischen Theologie, Quelle & Meyer, Heidelberg 1965, S. 122–133.
- Distanz und Nähe. Beiträge zur Didaktik des Religionsunterrichts, Calwer Verlag, Stuttgart 1968 (Arbeiten zur Pädagogik, Band 10).
- Wie können wir heute im Religionsunterricht von Gott reden. In: Wege zum Menschen. Zeitschrift für Seelsorge und Beratung, heilendes und soziales Handeln, Band 22 (1970), S. 289–299.
- Die besondere Aufgabe des Kindergottesdienstes. In: Wolfgang Jürgen Stark (Hrsg.): Kirche für Kinder – Augsburg 75, Comenius-Institut, Münster 1975, S. 85–103.
- Einführung in die Religionspädagogik (zusammen mit Eugen Paul), Matthias-Grünewald-Verlag, Mainz 1979 (Studium Theologie, Band 5), ISBN 3-459-01235-8.
- Familie – Schule – Evangelium. In: Rainer Lachmann (Hrsg.): Lebensweg und religiöse Erziehung. Religionspädagogik als Autobiographie, Band 1, Deutscher Studienverlag, Weinheim 1989, S. 77–95, ISBN 3-89271-173-9.
- Laß mein Volk gehen! Mosegeschichten, Geschichten des Glaubens neu erzählt, Quell-Verlag, Stuttgart 1989, ISBN 3-7918-5407-0.
- Heil und Heilung im Neuen Testament. In: Klaus Meyer zu Uptrup u. a.: Gerhard Martin zum 60. Geburtstag, o. O. 1990, S. 23–29.
- Gesammeltes Leben. Christliche Meditation, Gebet und Yoga, Christliche Verlagsanstalt, Konstanz 1991 (Bibel, Kirche, Gemeinde, Band 40), ISBN 3-7673-7640-7.
- Der dreizehnte Jünger. Jesusgeschichten heute, Diakonie-Verlag, Reutlingen 1994, ISBN 3-930061-12-0.
- Wie kann Gott das zulassen? Geschichten von Hiob, Erfahrungen von heute, Diakonie-Verlag, Reutlingen 1995, ISBN 3-930061-29-5 (2. Auflage 1996).